# Kroktjärnen (Norrbärke socken, Dalarna)
Kroktjärnen är en sjö i Smedjebackens kommun i Dalarna och ingår i Norrströms huvudavrinningsområde. Sjöns area är 0,05 kvadratkilometer och den är belägen 284,1 meter över havet.